# Protocole d'examen linguistique de l'aphasie Montréal-Toulouse
Le Protocole d'examen linguistique de l'aphasie  Montréal-Toulouse (MT – 86) est un test neuropsychologique mis au point en 1986 par Jean-Luc Nespoulous, Yves Joanette et André-Roch Lecous afin de déterminer les troubles du langage chez les adultes,. Le MT-86 en est actuellement à sa deuxième version.

## Passation
Ce test, adapté à un public francophone et désormais lusophone, est composé de 19 épreuves,, qui permettent d’analyser les différentes composantes du langage telles que :
- L'expression et la compréhension orale[3]
  - la dénomination
  - la répétition de mots et de phrases
  - la compréhension orale
  - la désignation des parties du corps
  - la disponibilité lexicale
  - la répétition de chiffres
  - l'interview dirigée
  - le discours narratif

- La lecture[3]
  - la lecture à voix haute
  - la lecture de chiffres
  - la lecture textuelle

- L'expression et la compréhension écrite[3]
  - la compréhension écrite,
  - la compréhension textuelle
  - la copie
  - la dictée

- La motricité[3]
  - les praxies bucco-faciales
  - la manipulation d'objets

- La mémoire et l’adaptation sociale[3]
  - le questionnaire psychosocial
  - la mémoire séquentielle

La passation du test dure environ 3 heures.
Chaque tâche peut être utilisée séparément, permettant d’étaler la passation du test. 
Cette batterie permet d'évaluer les capacités langagières à l'oral et à l'écrit chez l'adulte. Elle fut étalonnée sur une population adulte constituée de 167 sujets, hommes et femmes, âgés de 15 à 99 ans et de niveaux scolaires différents.
L'imagerie cérébrale ayant montré que la perception du discours chez les aphasiques est différente, surtout quand il y a du bruit autour, il est important de s'assurer que le patient comprend ce qui lui est dit avant d'établir qu'il présente un déficit du langage. 
À l'instar du Boston Diagnostic Aphasia Examination (BDAE), le MT 86 permet d'établir des profils-types de patients présentant différentes pathologies : aphasie de Broca, aphasie de conduction, aphasie amnésique, cécité verbale pure, surdité verbale pure, aphasie de Wernicke etc..
Les tâches présentes dans le MT 86 ont permis d'établir que l'accès au lexique est en relation forte avec la partie milieu-gauche et inféro-postérieure du gyrus temporal.